# Bildungsanthropologie
Die Bildungsanthropologie als Teildisziplin der Sozial- und Kulturanthropologie hat sich in den 1950er Jahren in den Vereinigten Staaten entwickelt – war aber zu diesem Zeitpunkt ein marginalisierter Teilbereich der Disziplin. Ab den 1980er Jahren nahm das Interesse an diesem Themenbereich zu, insbesondere, was den Aspekt vertraute, alltägliche Situationen im Klassenzimmer oder in anderen Bildungskontexten im Sinne der Anthropology at home betrifft.
Die Teildisziplin der Bildungsanthropologie wird nach wie vor von der Anthropologie in Nordamerika dominiert, weswegen sich viele Studien mit amerikanischen Bildungskontexten beschäftigen. Dies ist unter anderem darauf zurückzuführen, dass die anthropologischen Studien zur Bildung in den USA durch den Council of Anthropology of Education institutionalisiert wurden, der 1968 zu einer Sektion der American Anthropological Association geworden ist, sowie durch die Zeitschrift Anthropology and Education Quarterly, die 1970 als Newsletter des Councils gegründet wurde.
Das Forschungsfeld der Bildungsanthropologie betrifft unterschiedliche Bildungssysteme, die betreffenden Theorien und Terminologien und thematisiert kulturelle Diversität und Formen von Diskriminierung.

## Bildungsanthropologie in Europa
Die Anthropologie der Bildung zeigt in Europa viele verschiedene Facetten, abhängig von sprachlichen, politischen, historischen, sozialen, aber auch universitären Entwicklungen in den jeweiligen Regionen. Italien ist beispielsweise eines der Länder, in denen die Forschung im Bereich der Bildungsanthropologie auf eine lange Tradition zurückblicken können. Bereits in den 1960er Jahren sind Fragen der Alphabetisierung in Sizilien ein Forschungsgegenstand. Ein Teil dieser Forschung umfasste Themen wie Armut, Diskriminierung und Schulbildung in nicht privilegierten Regionen des Landes Inhaltlich verlief die Entwicklung des Faches in Deutschland anders, da sie nicht der amerikanischen Tradition folgte. Dennoch hatte sich dort bereits in den 1950er Jahren eine „pädagogische Anthropologie“ zu einem zentralen Feld pädagogischen Wissens entwickelt, das nun durch Pluralismus und Vielfalt gekennzeichnet ist. Schule und Bildung sind in der österreichischen Sozial- und Kulturanthropologie, bis auf wenige Ausnahmen nach wie vor eher vernachlässigte Themen. Das liegt mitunter daran, dass in einigen nichtwestlichen Gesellschaften die Weitergabe von Wissen nicht (ausschließlich) formalisiert bzw. staatlich monopolisiert stattfindet, vielmehr geschieht sie (auch) „informell“.
In allen Gesellschaften werden in der einen oder anderen Form kollektive Bildungsanstrengungen unternommen, zunehmend überall in institutionalisierten Formen wie staatlich organisierten Schulen, um „gebildete Personen“ hervorzubringen, wie sie in Bezug auf das kulturell bzw. nationalstaatlich normierte Wissen definiert werden. Nationalstaatlichkeit geht einher mit Homogenisierung (z. B. Einsprachigkeit versus Mehrsprachigkeit) und ist damit ein probater Apparat, um – nach den Thesen von Eric Hobsbawm – die kapitalistische Ökonomisierung der Gesellschaft voranzutreiben und zu rechtfertigen. Nach Ivan Illich trage auch die Schule und das staatliche Bildungssystem dazu bei, Gesellschaften zu hierarchisieren, indem sie über ein vermeintlich chancengerechtes System Ungleichheit hervorbrächten und Diskriminierung legitimierten
Levinson und Holland haben sich nachdrücklich für die zentrale Bedeutung der Untersuchung von Schulen sowie anderer Formen der formellen und informellen Bildung sowohl im globalen Norden als auch im Süden in der Anthropologie ausgesprochen.
Zentrale Themen, mit denen sich die Bildungsanthropologie beschäftigt, sind die Wissensbestände (funds of knowledge) von Kindern und Jugendlichen in formellen Bildungsinstitutionen, informelle Bildungssysteme und Wissenstransfers, die Reproduktion von Macht und Hierarchien in der und durch Bildung und die Fragen nach Differenzen und Intersektionalitäten (Markom & Gilliam forthcoming 2023). Neben theoretisch-wissenschaftlichen Analysen kann die Bildungsanthropologie vor allem im praxisorientierten Anwendungsbereich in Bildungseinrichtungen mitwirken, indem anthropologische Konzepte im Bildungsalltag eingebracht werden.

## Bildungsanthropologische Projekte

### Österreich

#### Interkulturelles Mentoring für Schulen (Universität Wien)
In diesem Projekt werden Mentoren oder Mentorinnen an Schulen in Wien und St. Pölten vermittelt, die selbst Migrations- oder Fluchterfahrung mitbringen und mehrsprachig sind. Sie besuchen einmal pro Woche eine Schulklasse, lernen mit den Kindern und unterstützen sie mit dem Ziel, sie durch individuelle Begleitung zum Lernen zu motivieren. In der Regel haben sie Hochschulbildung, studieren in Österreich oder haben in ihren Herkunftsländern im pädagogischen Bereich gearbeitet.

#### Translating Social and Cultural Anthropology into Education (Universität Wien)
TRANSCA besteht aus einer Sammlung von Projekten, Konzepten und Lehrplänen als Ergebnis eines Erasmus+-Projekts mit dem Titel „Übersetzung der soziokulturellen Anthropologie für Bildung“. TRANSCA arbeitet über regionale Kontexte hinweg daran, anthropologische Methoden und Erkenntnisse in das Curriculum des Padagogikstudiums zu integrieren.

#### DIGITClue Digital Inclusion in Teacher Education (Universität Wien)
Die Idee von DIGITclue ist es, Lehrkräfte zu befähigen, ICT-basierte interaktive und E-Learning-Technologien für integrativen Unterricht einzusetzen. Das Projekt verbindet die neuesten Forschungsergebnisse über integrative Pädagogik, ICT-basierte Lernwerkzeuge und transkulturelle Bildung miteinander, um geeignete Unterrichtsmaterialien zu entwickeln. Ein zentraler Aspekt des Projekts ist die Einbeziehung von Lehrkräften mit besonderen Herausforderungen, die mehrere Sprachen beherrschen, schwer erreichbar sind oder in abgelegenen und marginalisierten Gebieten arbeiten und ihnen den Zugang zu aktuellen Forschungsergebnissen und die Bereitstellung von Lehrmaterial sicherzustellen.